# Франтішек Лаурінець
Франтішек Лаурінець (словац. František Laurinec, нар. 19 серпня 1951, Великі Угерці) — президент Словацького футбольного союзу (SFZ) у 1999—2010 роках.

## Біографія
Виступав за футбольний клуб «Іскра Партізанске». Пізніше працював в Чехословацькому футбольному союзі (1989—1993) та Словацькому футбольному союзі (1994—1998) та в футбольному клубі «Інтер» (Братислава). З 1999 року — президент SFZ.
В 1985—1989 р. викладач в Академії внутрішніх справ в Братиславі.